# Russische Spionage in den Vereinigten Staaten
Russische Spionage in den Vereinigten Staaten ist mindestens seit der Frühzeit der Sowjetunion dokumentiert. Während und bereits vor dem Zweiten Weltkrieg hatte die UdSSR erfolgreich die US-Regierung infiltriert und konnte so auch Geheimnisse des Manhattan-Projekts stehlen, was das sowjetische Atomprogramm deutlich beschleunigte. Während des Kalten Krieg verstärkten die Vereinigten Staaten ihre Bemühungen zur Spionageabwehr deutlich. Jedoch waren weiterhin zahlreiche sowjetische Spione in den Vereinigten Staaten tätig. Mit Mitteln der psychologischen Kriegsführung (aktive Maßnahmen) versuchte der KGB außerdem die USA von innen heraus zu destabilisieren. Gegen Ende der 1980er Jahre näheren sich die USA und die UdSSR politisch an und während der 1990er Jahre unterhielten die USA und die Russische Föderation unter Führung von Boris Jelzin kooperative Beziehungen, auch wenn die russische Spionage gegen die USA nie aufhörte. Seit 2000 haben sich die Aktivitäten russischer Geheimdienste in den USA unter Wladimir Putin wieder deutlich intensiviert, als eine neue politische Konfrontation zwischen beiden Mächten begann. Nach ca. 2015 wurden russische Geheimdienste für zahlreiche Cyberangriffe, Destabilisierungsaktionen sowie politische Manipulation und Desinformation verantwortlich gemacht. So kam es zu russischer Einflussnahme auf den US-Wahlkampf 2016.

## Sowjetische Spionage in der USA

### Zwischenkriegszeit
In den 1920er Jahren konzentrierte sich der sowjetische Geheimdienst auf Militär- und Industriespionage in Großbritannien, Frankreich, Deutschland und den Vereinigten Staaten, insbesondere in der Flugzeug- und Munitionsindustrie, um sich zu industrialisieren und mit den westlichen Mächten zu konkurrieren sowie die sowjetischen Streitkräfte zu stärken. Der amerikanische Geschäftsmann Armand Hammer traf Lenin 1921 und erklärte sich im Gegenzug für eine Konzession zur Herstellung von Bleistiften in der UdSSR bereit, sowjetisches Geld für kommunistischen Parteien in Europa und Amerika zu waschen. Der Journalist Alan Farnham schrieb: „Im Laufe der Jahrzehnte reiste Hammer immer wieder nach Russland und verkehrte mit den dortigen Führern, so dass sowohl die CIA als auch das FBI ihn später verdächtigten, ein vollwertiger Agent zu sein.“ Die 1924 gegründete Amtorg Trading Corporation wurde zu einem Knotenpunkt der sowjetischen Spionage. Die sowjetische Führung orientierte sich an der amerikanischen Industrie und sah diese als Vorbild an. Zur frühen Industrialisierung der Sowjetunion leisteten amerikanische Unternehmer und ihr Know-how einen wichtigen Beitrag.
Die Vereinigten Staaten nahmen 1933 diplomatische Beziehungen zur Sowjetunion auf, wodurch aber auch die Tür für eine Reihe von Spionen geöffnet wurde. Earl Browder, Generalsekretär der Communist Party USA (CPUSA), war selbst als Agentenanwerber im Auftrag des sowjetischen Geheimdienstes tätig. Eine Illegale Residenz des NKVD in den USA wurde 1934 von dem vormals in Berlin tätigen Boris Basarow eingerichtet. 1935 reiste der NKVD-Agent Ischak Achmerow mit falschen Papieren in die USA ein, um Basarow bei der Sammlung nützlicher Informationen zu unterstützen, und arbeitete ohne Unterbrechung bis 1939, als er die USA verließ. Achmerows Frau, eine Amerikanerin, die für den sowjetischen Geheimdienst arbeitete, war Helen Lowry (Elza Achmerowa), die Nichte des CPUSA-Generalsekretärs Browder. In den 1930er Jahren wurde der GRU zur wichtigsten sowjetischen Spionageorganisation, die in den USA tätig war. J. Peters leitete einen geheimen Apparat von Spionen, der interne Regierungsdokumente der USA an den GRU weiterleitete. Browder unterstützte Peters beim Aufbau eines Netzwerks von Agenten in der Regierung von Präsident Franklin D. Roosevelt.
Ein früher sowjetischer Spionagering wurde von Jacob Golos geleitet. Golos war ein in der Ukraine geborener bolschewistischer Revolutionär und Mitarbeiter des sowjetischen NKVD. Er war auch ein langjähriger hochrangiger Funktionär der CPUSA, der an verdeckter Arbeit und Zusammenarbeit mit sowjetischen Geheimdiensten beteiligt war. Er übernahm ein bestehendes Netzwerk von Agenten und Geheimdienstquellen von Earl Browder. Golos gründete mit Geld von Earl Browder, dem Generalsekretär, eine Firma namens World Tourists. Diese Firma, die sich als Reisebüro ausgab, wurde benutzt, um internationale Reisen von sowjetischen Agenten und CPUSA-Mitgliedern in und aus den Vereinigten Staaten zu erleichtern. World Tourists war auch an der Herstellung von gefälschten Pässen beteiligt, als Browder 1936 einen solchen falschen Pass bei verdeckten Reisen in die Sowjetunion verwendete.
Bis Ende 1936 lieferten mindestens vier Beamte der mittleren Ebene des US-Außenministeriums Informationen an den sowjetischen Geheimdienst: Alger Hiss, Assistent des stellvertretenden Außenministers Francis Sayre; Julian Wadleigh, Wirtschaftswissenschaftler in der Abteilung für Handelsabkommen; Laurence Duggan, Abteilung Lateinamerika; und Noel Field, Abteilung Westeuropa. Whittaker Chambers sagte später aus, dass die Pläne für eine Panzerkonstruktion mit einer revolutionären neuen Aufhängung, die von J. Walter Christie erfunden worden war (und damals in den USA getestet wurde), beschafft und in der Sowjetunion als Mark BT in Produktion gegeben wurden, der später zum berühmten sowjetischen T-34-Panzer weiterentwickelt wurde.
Nach dem Ende der Sowjetunion ans Licht gekommene Aufzeichnungen sind ein unwiderlegbarer Beleg für den sowjetischen Nachrichtendienst und die Zusammenarbeit der radikalen Linken in den Vereinigten Staaten von den 1920er bis zu den 1940er Jahren. Einige Dokumente enthüllten, dass die CPUSA aktiv an der heimlichen Rekrutierung von Parteimitgliedern aus afroamerikanischen Gruppen und Landarbeitern beteiligt war. Die Unterlagen enthielten weitere Beweise dafür, dass sowjetische Sympathisanten seit den 1930er Jahren tatsächlich das Außenministerium infiltriert hatten. Darunter befanden sich Briefe von zwei US-Botschaftern in Europa an Präsident Franklin D. Roosevelt und einen hohen Beamten des Außenministeriums. Dank eines mit den Kommunisten sympathisierenden Beamten im Außenministerium gelangte die vertrauliche Korrespondenz, die politische und wirtschaftliche Angelegenheiten in Europa betraf, in die Hände des sowjetischen Geheimdienstes.
In den späten 1930er Jahren und 1940 verfügte der sowjetische Geheimdienst über mehrere Verstecke für die Durchführung für die Ermordung des im Exil lebenden russischen Revolutionärs Leo Trotzki, der damals in Mexiko-Stadt lebte. Josef Grigulewitsch, ein NKWD-Agent, der von Stalin den direkten Befehl hatte, Trotzki zu töten, hatte einen Unterschlupf in Zook's Drugstore in Santa Fe, New Mexico. In einem Bericht über den ersten, gescheiterten Überfall auf Trotzkis Haus heißt es, Grigulewitsch habe Robert Sheldon Harte, einen amerikanischen Kommunisten, der Trotzkis Leibwächter war, dazu gebracht, das Tor zu öffnen. Den Sowjets gelang es nicht, Trotzki bei diesem Versuch zu töten, aber sie ermordeten Harte, weil er ein Zeuge war. Grigulewitsch überquerte wahrscheinlich die Grenze nach Norden und suchte Zuflucht in Santa Fe. Der zweite Versuch, Trotzki in Mexiko ermorden, war schließlich erfolgreich.

### Zweiter Weltkrieg
Nach Angaben des sowjetischen Agenten Pawel Sudoplatow hatten es fünf Spionageringe der Sowjetunion während des Zweiten Weltkriegs auf die Vereinigten Staaten abgesehen: einer hatte seinen Sitz um Amtorg in New York City, der zweite Spionagering hatte seinen Sitz in der sowjetischen Botschaft in den Vereinigten Staaten in Washington, D.C., ein weiterer hatte seinen Sitz im sowjetischen Generalkonsulat in San Francisco, ein weiterer hatte seinen Sitz in Mexiko-Stadt und wurde von Lew Wassilewski geleitet, und der fünfte war der von Achmerow geleitete Ring, der sich im Umfeld der CPUSA befand.
Josef Stalin wies die sowjetischen Geheimdienstler an, Informationen in verschiedenen Bereichen zu sammeln. Der KGB wurde angewiesen, nach amerikanischen Informationen über Hitlers Pläne für den Krieg gegen die Sowjets zu suchen, über geheime Kriegsziele Londons und Washingtons, insbesondere im Hinblick auf die Planung der Operation Overlord, über Anzeichen, die darauf hindeuten, dass die westlichen Alliierten bereit sein könnten, einen Separatfrieden mit Hitler zu schließen, und über den wissenschaftlichen und technologischen Fortschritt Amerikas, insbesondere bei der Entwicklung einer Atomwaffe.
Während des Kriegs konnten die Sowjets zahlreiche militärische Geheimnisse der Vereinigten Staaten stehlen. So wurden Tausende von Dokumenten des National Advisory Committee for Aeronautics (NACA) kopiert oder gestohlen, darunter ein vollständiger Satz von Konstruktions- und Produktionszeichnungen für den neuen P-80 Shooting Star-Kampfjet von Lockheed.

#### Manhattan-Projekt
Ein bekannter sowjetischer Spionagefall war der von Julius und Ethel Rosenberg, den ersten US-Bürgern, die in Friedenszeiten wegen Spionage verurteilt und hingerichtet wurden. Das Ehepaar lebte in New York City und wurde beschuldigt, für die Sowjetunion zu spionieren und Informationen über Radartechnik, Düsenantriebe und Atomwaffenentwürfe versendet zu haben. Im Anschluss an die Moynihan-Kommission enthüllte die Freigabe des Venona-Projekts im Jahr 1995 weitere Informationen über den Fall Julius und Ethel Rosenberg und bestätigte, dass es während des Kalten Krieges ein weit verzweigtes sowjetisches Spionagenetz innerhalb des Manhattan-Projekts gab. Viele Agenten wurden jedoch nie strafrechtlich verfolgt oder öffentlich angeklagt, wie z. B. Theodore Hall, weil viele Beweise bis 1995 zurückgehalten wurden.
In dieser Zeit gab auch George Koval, der als Mitglied des GRU das Manhattan-Projekt infiltrierte, gestohlene Atomgeheimnisse an die Sowjetunion weiter. Harry Gold und Klaus Fuchs waren ebenfalls sowjetische Spione. Harry Gold war ein Kurier für andere sowjetische Spione wie Klaus Fuchs. Der Agent Pawel Sudoplatow behauptete später, die Bemühungen um Informationen über das Manhattan-Projekt in einer angeblichen „Abteilung S“ angeführt zu haben, was angezweifelt wurde, da Sudoplatow Oppenheimer und andere zu Unrecht beschuldigte, die später von Vorwürfen entlastet wurden.
Durch die Infiltration des amerikanischen Atomprogramms gelang es den Sowjets bereits 1949, die erste sowjetische Atombombe zu zünden.

#### Spionagering im Finanzministerium
Das Finanzministerium der Vereinigten Staaten wurde von fast einem Dutzend sowjetischer Agenten und Informationsquellen erfolgreich infiltriert, darunter Harold Glasser und sein Vorgesetzter Harry Dexter White, stellvertretender Finanzminister und zweitmächtigster Beamter des Ministeriums. Ende Mai 1941 trat Vitali Pawlow, ein 25-jähriger NKWD-Offizier, an White heran und versuchte, sich seine Unterstützung zu sichern, um die US-Politik gegenüber Japan zu beeinflussen. In seinen Memoiren behauptet Pawlow, der jahrzehntelang für den KGB tätig war, dass White bereit war, den sowjetischen Geheimdienst auf jede erdenkliche Weise zu unterstützen. Laut Whittaker Chambers bestand Whites Hauptaufgabe darin, die Infiltration und Platzierung sowjetischer Agenten innerhalb der Regierung zu unterstützen und Quellen zu schützen. Als Sicherheitsbedenken in Bezug auf Nathan Gregory Silvermaster aufkamen, schützte White ihn in seiner sensiblen Position im Board of Economic Warfare.
Harry Dexter White nahm an der Bretton-Woods-Konferenz teil, auf der die von den USA geführte Finanz- und Wirtschaftsordnung der Nachkriegszeit geschaffen wurde. Obwohl White mit der Sowjetunion sympathisierte, war sein wirtschaftliches Denken immer noch vom Kapitalismus geprägt, und er konnte auf einer Konferenz für einen liberalen Internationalismus, den die Sowjets ablehnten, nur sehr wenig zugunsten der Sowjetunion tun. White wäre später auch beinahe der erste Direktor des IWF geworden, Harry S. Truman entschied sich jedoch für einen Europäer. Im August 1945 stellte sich Elizabeth Bentley der US-Regierung. Sie belastete viele Agenten und Quellen in den Spionagenetzwerken von Golos und Silvermaster und war die erste, die White beschuldigte im Dienste sowjetischer Interessen zu handeln, was später von sowjetischen Archiven und ehemaligen KGB-Offizieren bestätigt wurde.

#### Das Ding

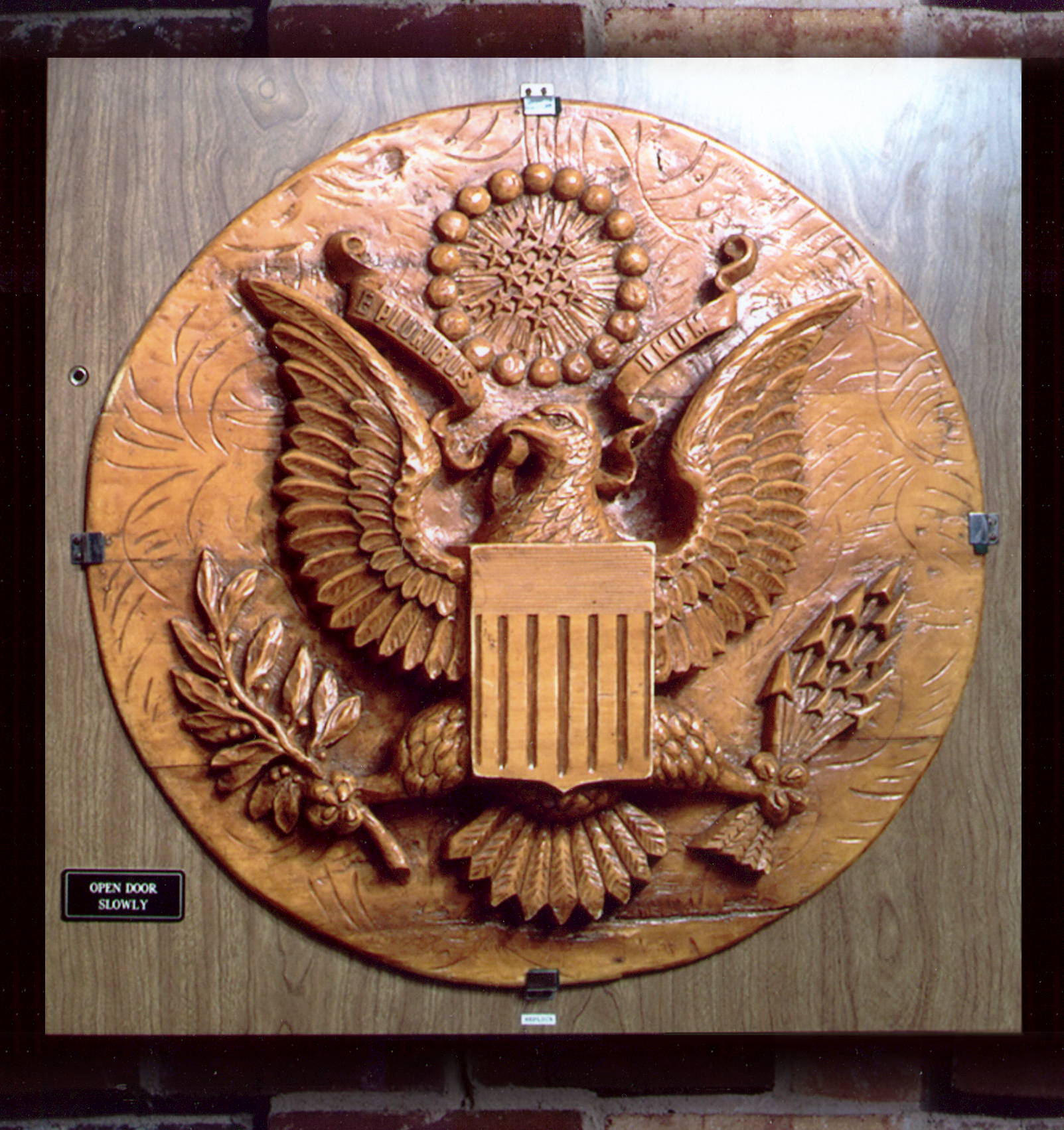
Das Ding

Am 4. August 1945, einige Wochen vor dem Ende des Zweiten Weltkriegs, überreichte eine Delegation der Organisation Junger Pioniere der Sowjetunion dem Botschafter Harriman, der später als „Das Ding“ bekannt wurde, eine verwanzte Schnitzerei als „Geste der Freundschaft“ gegenüber dem Kriegsverbündeten der Sowjetunion. Das Abhörgerät, das in eine geschnitzte Holzplatte mit dem Großen Siegel der Vereinigten Staaten eingelassen war, wurde von der sowjetischen Regierung zum Ausspionieren der Vereinigten Staaten verwendet. Es hing sieben Jahre lang im Moskauer Arbeitszimmer des Botschafters, bis es 1952 während der Amtszeit von Botschafter George F. Kennan bemerkt wurde.

### Kalter Krieg
Nach dem Ende des Zweiten Weltkriegs verschlechterten die Beziehungen der USA zu der Sowjetunion rasch und der Kalte Krieg begann. Die Executive Order 9835 von Präsident Harry S. Truman vom 22. März 1947 verstärkte den Schutz gegen die subversive Unterwanderung der US-Regierung und definierte Illoyalität als Mitgliedschaft in einer vom Generalstaatsanwalt geführten Liste subversiver Organisationen. Truman sprach sich jedoch gegen den McCarran Internal Security Act von 1950 aus und bezeichnete ihn als „Verhöhnung der Bill of Rights“ und als „Schritt in Richtung Totalitarismus“. Die erfolgreiche sowjetische Infiltration des Finanzministeriums und des Atomprogramms befeuerten die Paranoia der McCarthy-Ära, in der auch zahlreiche Unschuldige der Spionage für den Ostblock bezichtigt wurden.

#### Niedergang der CPUSA
Die CPUSA, die in der Zwischenkriegszeit noch eine wichtige Rolle bei sowjetischen Spionageaktionen gespielt hatten, verlor nach dem Krieg an Bedeutung. Die Beobachtung von Kommunisten wurde deutlich verstärkt und Journalisten, Gewerkschaftler, Intellektuelle und Arbeiter verloren ihre vorherige Sympathie für den Kommunismus weitgehend. Der Spionagehistoriker John Earl Haynes stellt fest, dass die CPUSA im Wesentlichen eine sowjetische „fünfte Kolonne“ war, die jedoch „als Basis für die sowjetische Spionage versiegte, als die Regierung mit der inneren Sicherheit ernst machte“. 1952 wurden Jack und Morris Childs – beide in den USA geborene ehemalige sowjetische Spione – zu FBI-Doppelagenten und informierten die CPUSA für den Rest des Kalten Krieges, indem sie die sowjetische Finanzierung und die Kommunikation mit Moskau überwachten.
Die CPUSA erhielt von 1959 bis 1989 erhebliche Subventionen von der UdSSR. Da die CPUSA stets eine pro-Moskau Linie vertrat, verließen viele Mitglieder im Laufe der Zeit die Partei aus Unzufriedenheit über sowjetische Repressionen, wie 1956 in Ungarn und 1968 in der Tschechoslowakei. Die sowjetische Finanzierung endete 1989, als Gus Hall die Reformen von Michail Gorbatschow verurteilte.

#### Cambridge Five
Zu den bemerkenswerten Fällen sowjetischer Spionage im Kalten Krieg gehörte der von Kim Philby, ein sowjetischer Doppelagent und Verbindungsmann des britischen Geheimdienstes zum amerikanischen Geheimdienst, der 1963 als Mitglied des Spionagerings der „Cambridge Five“ enttarnt wurde. Zu den anderen vier Mitgliedern des Spionagerings der „Cambridge Five“ gehörten Donald Maclean, Guy Burgess, Anthony Blunt und John Cairncross, obwohl auch Michael Straight in den sowjetischen Spionagering verwickelt war und es möglicherweise weitere mutmaßliche Mitglieder gab. Der Cambridge-Spionagering konzentrierte sich darauf, der Sowjetunion im Kalten Krieg zu dienen, indem er den britischen Geheimdienst infiltrierte um geheime Informationen an die sowjetische Führung zu liefern. Zahlreiche wichtige geheimdienstliche und militärische Operationen der US-Amerikaner in den 1950er Jahren flogen durch dieses Sicherheitsleck auf und die Sowjets schienen den Amerikanern in dieser Zeit immer einen Schritt voraus zu seinen, was für Verwunderung bei Agenten der Spionageabwehr wie James Jesus Angleton sorgte. Zu den gescheiterten Operationen gehörten u. a. die Subversion Albaniens und die Unterstützung der Amerikaner für Unabhängigkeitsbewegungen in Litauen und der Ukraine zur Destabilisierung der UdSSR, welche am Vorwissen der Sowjets scheiterten.
Kim Philby und Bill Weisband verrieten den Sowjets zwischen 1945 und 1948 die Existenz des Venona-Projekts.

#### Aktive Maßnahmen
Aktive Maßnahmen (russisch: активные мероприятия) waren eine Form der psychologischen Kriegsführung der Sowjetunion. Diese reichten von einfacher Propaganda und Dokumentenfälschung bis hin zu Attentaten, Terroranschlägen und Sabotageaktionen. In den USA waren die wichtigsten aktiven Maßnahmen des KGB Desinformation und die Verbreitung von Verschwörungstheorien. Diese sollten den inneren Zusammenhalt schwächen, die NATO-Verbündeten gegeneinander aufbringen und ihr Ansehen in der Dritten Welt schwächen. Laut Juri Besmenow, einem Überläufer aus dem sowjetischen KGB, machte die psychologische Kriegsführung 85 % aller KGB-Aktivitäten aus (die anderen 15 % entfielen auf direkte Spionage und das Sammeln von Informationen). Besmenow unterteilte den Prozess in die vier Phasen „Destabilisierung, Demoralisierung, Krise, Normalisierung“, in denen ein feindliches Land über mehrere Jahrzehnte hinweg unterminiert wurde. Die Doktrin der aktiven Maßnahmen wurde im Andropow-Institut des KGB gelehrt, das sich im Hauptquartier des heutigen russischen Auslandsgeheimdienstes (SWR) im Moskauer Bezirk Jassenewo befindet. Leiter der „Abteilung für aktive Maßnahmen“ war Juri Modin, ehemaliger Leiter des Spionagerings Cambridge Five.
Ein Beispiel für aktive Maßnahmen des KGB war die Operation Denver (auch Operation INFEKTION genannt), eine Propagandakampagne, bei der die Vorstellung fabriziert und verbreitet wurde, HIV/AIDS sei von den USA als biologische Waffe in Fort Detrick, Maryland, erfunden worden. Als Teil der Desinformationskampagne verbreitete der KGB über die ihm angeschlossene sowjetische Presse und die Nachrichtendienste des Ostblocks Veröffentlichungen, die sich als unabhängige Untersuchungen ausgaben, wie z. B. den „Segal-Bericht“ von Jakob Segal. Auch die ostdeutsche Stasi war an der Operation beteiligt. Ziel war es unter anderem, die Aufmerksamkeit vom eigenen Biowaffenprogramm der Sowjets abzulenken. 1992 gab SWR-Chef Jewgeni Primakow zu, dass der KGB den Mythos eines vom Menschen verursachten AIDS angezettelt und aufrechterhalten hatte. Die Verschwörungstheorien nährten die AIDS-Leugnung und führte zu Millionen vermeidbarer Todesfällen in Afrika. Nach Angaben des US-Außenministerium nutzte die Sowjetunion die Kampagne, um Antiamerikanismus zu fördern, Amerika im Ausland zu isolieren und Spannungen zwischen den Gastgeberländern und den USA wegen der Präsenz amerikanischer Militärstützpunkte zu erzeugen.
Eine Reihe aktiver sowjetischer Maßnahmen konzentrierte sich auf die Verschärfung der Rassenkonflikte in den Vereinigten Staaten. Martin Luther King war wahrscheinlich der einzige prominente Amerikaner, der Ziel aktiver Maßnahmen sowohl des FBI als auch des KGB war. Das FBI überwachte King und versuchte auch, Anschuldigungen des Ehebruchs gegen ihn zu verbreiten. Währenddessen versuchte der KGB erfolglos, King über die CPUSA zu beeinflussen. Da King dem KGB nicht radikal genug war, versuchte er, ihn zu diskreditieren, indem er ihn als angeblichen Verbündeten der Weißen darstellte. Nach Kings Ermordung verbreitete der KGB Verschwörungstheorien über die Beteiligung der Regierung an seiner Ermordung. Der KGB unterhielt auch Kontakte zu militanten Organisationen wie der Black Panther Party. Der KGB hoffte, mit Hilfe dieser Gruppen Gewalt und Chaos in den Vereinigten Staaten anzetteln zu können, mit dem Ziel, einen Bürgerkrieg auszulösen. Mit der Operation PANDORA sollte 1971 ein Mordanschlag mit Sprengstoff in einem Schwarzenviertel in New York City der Jewish Defense League angelastet werden, ein Plan der von der Polizei vereitelt wurde. Später verfasste der KGB rassistische Briefe, die als Ku-Klux-Klan-Kampagne gegen olympische Athleten aus afrikanischen und asiatischen Ländern erscheinen sollten, um sie zum Boykott der Olympischen Sommerspiele 1984 in Los Angeles zu bewegen.

#### Aufgedeckte Spionageringe der 1980er Jahre
In den 1980er Jahren kam es trotz des sich abzeichnenden Endes des Kalten Krieges zu bedeutenden Spionageentdeckungen. Die Presse nannte 1985 das „Jahr des Spions“, weil zahlreiche Spione und Spionageringe entdeckt wurden, von denen viele Informationen an die Sowjetunion weitergaben, wie John Anthony Walker und Ronald Pelton. Die New York Times bezeichnete 1987 den Walker-Spionagering „als den schädlichsten sowjetischen Spionagering in der Geschichte“. Während seiner Zeit als sowjetischer Spion (1967–1985) stahl und verkaufte Walker Codes, die den Sowjets bei der Entschlüsselung verschlüsselter Marine-Nachrichten halfen und es ihnen ermöglichten, amerikanische Marineeinrichtungen zu überwachen. Der Walker-Spionagering verriet auch Informationen über Waffen, Sensordaten und damit verbundene Marinetaktiken. Zu den anderen aufgeflogenen Spionen der 1980er Jahre gehörte Aldrich Ames, ein weiterer KGB-Maulwurf. Die Untersuchung von Ames’ Aktivitäten führte 1995 zu der CIA-Desinformationskontroverse, in der aufgedeckt wurde, dass falsche Berichte über sowjetische Doppelagenten in die Vereinigten Staaten gelangten.
Viele dieser Überläufer an die Sowjets waren keine ideologischen Kommunisten wie z. B. Aldrich Ames und John Walker, die es „nur wegen des Geldes“ taten. Der ehemalige KGB-Überläufer Jack Barsky erklärte: „Viele Rechte haben unwissentlich Informationen an die Sowjets weitergegeben (unter 'falscher Flagge'), weil sie dachten, sie würden mit einem westlichen Verbündeten wie Israel zusammenarbeiten, während ihr Kontakt in Wirklichkeit ein KGB-Agent war.“

## Russische Spionage nach 1990

### Übergangszeit nach dem Ende der UdSSR
Mit dem Ende des Krieges und dem Zerfall der Sowjetunion wurde der KGB aufgelöst und in verschiedene Nachfolgedienste in der Russischen Föderation aufgespalten, darunter den Inlandsgeheimdienst FSB, den Militärgeheimdienst GRU und den Auslandsgeheimdienst SWR. Letzterer ersetzte als Auslandsdienst den KGB. Laut dem SWR-Überläufer Sergej Tretjakow wurden in den 1990er Jahren SWR-Agenten heimlich in New York City verstreut, um Informationen für den Kreml in Russland zu sammeln. Von 1995 bis 2000 war Tretjakow für alle verdeckten russischen Operationen in New York City und bei den Vereinten Nationen zuständig. Durch die Steuerung verdeckter Agenten wurde an ein in den 1980er Jahren vom KGB begonnenes Programm angeknüpft, das Spione als legale Einwanderer, darunter Wissenschaftler und andere Fachleute, getarnt wurden. Im Jahr 2000 erfuhr das FBI von mehreren versteckten russischen Spionen in den USA, als Tretjakow an die Amerikaner überlief.
Moonlight Maze war 1999 die US-amerikanische Untersuchung eines russischen Cyberangriffs auf die NASA, das Pentagon, das US-Militär, zivile Akademiker und Regierungsbehörden in den Jahren 1996–1999. Der Cyberangriff wurde den vom russischen Staat gesponserten Hackern zugeschrieben. Er gilt als der erste bedeutende Vorfall von Cyberspionage überhaupt.
Im Jahr 2010 verhaftete das FBI zehn russische Agenten, deren verdeckte Operation vom Justizministerium als „Illegals Program“ bezeichnet wurde. Die russischen Agenten gaben sich als normale amerikanische Bürger aus und versuchten, Kontakte zu Akademikern, Industriellen und politischen Entscheidungsträgern aufzubauen, um Zugang zu Informationen zu erhalten. Der Spionagering war das Ziel einer mehrjährigen FBI-Untersuchung namens Operation Ghost Stories. Den zehn Schläferagenten wurde zur Last gelegt, „im Auftrag der Russischen Föderation langfristige, 'verdeckte' Aufträge in den Vereinigten Staaten ausgeführt zu haben“.

### Russische Spionage und Destabilisierungsaktionen unter Wladimir Putin
Nach der Machtübernahme des ehemaligen KGB-Agenten Wladimir Putin in Russland 1999 verschlechterten sich die amerikanisch-russischen Beziehungen. 2007 soll die russische Spionage in den USA laut US-Beamten bereits wieder das Ausmaß während des Kalten Krieges erreicht haben. Neben der Tätigkeit von verdeckten Agenten wurden besonders die Hackerangriffe auf amerikanische Unternehmen und politische und militärische Einrichtungen verstärkt. Im April 2015 berichtete CNN, dass russische Hacker in den „letzten Monaten in sensible Teile der Computer des Weißen Hauses“ eingedrungen seien. Das FBI, der Secret Service und andere US-Geheimdienste stuften die Angriffe als „die raffiniertesten Angriffe, die jemals gegen US-Regierungssysteme durchgeführt wurden“ ein.
Russische Spionage fand während der US-Präsidentschaftswahlen 2016 statt. Nach der Nominierung von Donald Trump gab es zahlreiche Berichte über russische Einmischungen in die Wahl. Russische Dienste versuchten der demokratischen Kandidatin Hillary Clinton zu schaden. Ab Mai 2017 untersuchte der ehemalige FBI-Direktor Robert Mueller die Beweise und veröffentlichte einen weitgehend geschwärzten 448-seitigen Bericht über seine Erkenntnisse, den Mueller-Bericht. Mueller stellt fest, dass es eine Social-Media-Propaganda-Operation namens „Troll-Armee“ gab, bei der die russische Internet Research Agency gefälschte Online-Konten erstellte, die „den Kandidaten Trump begünstigten und die Kandidatin Clinton verunglimpften“. Es gab auch das, was Mueller als „russische Hacking- und Dumping-Operationen“ bezeichnete, bei denen sich russische Geheimdienstler in die Konten der Clinton-Kampagne und des Democratic National Committee hackten. Das Material wurde dann von Russland selbst online gestellt oder von WikiLeaks verbreitet. Russland wandte sich wiederholt an die Trump-Kampagne, um eine Verbindung zum Kreml herzustellen. Die „russischen Kontakte bestanden aus Geschäftsverbindungen, Hilfsangeboten für die Kampagne, Einladungen zu Treffen zwischen Wahlkampfvertretern und Vertretern der russischen Regierung sowie aus politischen Positionen, die auf eine Verbesserung der amerikanisch-russischen Beziehungen abzielten.“ Die Trump-Kampagne stritt später jegliche Zusammenarbeit mit Russland ab.
Trump selbst wurden weit zurückreichende Kontakte mit den Russen nachgesagt. Der Ex-Spion Juri Schwez, der ein Partner des ermordeten Alexander Litwinenko war, gab an, dass er glaube, dass russische Geheimdienstkreise Trump über 40 Jahre lang als Kontaktmann kultiviert hätten. Der britische Journalist Luke Harding behauptet, dass Trumps Besuch in der Sowjetunion im Jahr 1987 vom KGB arrangiert wurde, um eine größere Anzahl von Agenten zu rekrutieren. KGB-Agenten sollen ihm geraten haben in die Politik zu gehen.
Marija Butina ist eine Russin, die 2018 verurteilt wurde, weil sie als verdeckte ausländische Agentin Russlands in den USA agiert haben soll. Butina versuchte, konservative Gruppen in den USA zu infiltrieren, darunter die National Rifle Association of America, um russische Interessen bei den Präsidentschaftswahlen 2016 zu fördern. Der Geheimdienstausschuss des Senats kam später zu dem Schluss, dass sie versuchte, die Trump-Kampagne davon zu überzeugen, einen geheimen Kommunikationsrückkanal mit Russland einzurichten. Sie wurde zu einer Haftstrafe von 18 Monaten verurteilt.
Im März 2018 ordnete die Trump-Administration nach der Vergiftung von Sergei Skripal und seiner Tochter die Ausweisung von 60 mutmaßlichen russischen Spionen aus den Vereinigten Staaten an, als Teil einer gemeinsamen Anstrengung mit europäischen Verbündeten, die ebenfalls 50 mutmaßliche Spione auswiesen. Das Weiße Haus ordnete auch die Schließung des russischen Konsulats in Seattle an, welches als wichtige Operationsbasis für die russischen Geheimdienstoperationen in den USA gedient haben soll. US-Beamte schätzten damals, dass sich vor der Anordnung über 100 als Diplomaten getarnte russische Spione in den Vereinigten Staaten aufhielten.
Die meisten Quellen machen russische, vom Staat unterstützte Hackergruppen für die Datenpanne bei der US-Bundesregierung im Jahr 2020 verantwortlich. Der Cyberangriff und die Datenpanne gehörten Berichten zufolge zu den schlimmsten Vorfällen von Cyberspionage, die die USA je erlebt hatten. Aufgrund der Sensibilität und Bekanntheit der Ziele und der langen Zeitspanne (acht bis neun Monate), in der die Hacker Zugang hatten, wurde bereits wenige Tage nach der Entdeckung des Angriffs gemeldet, dass mindestens 200 Organisationen in der ganzen Welt von dem Angriff betroffen waren, und bei einigen von ihnen könnte es auch zu Datenverletzungen gekommen sein. Zu den weltweit betroffenen Organisationen gehörten u. a. die NATO, die britische Regierung, das Europäische Parlament und Microsoft.
Auch bei der US-Präsidentschaftswahl 2020 sollen russische Dienste sich eingemischt haben. Laut einem Bericht des Director of National Intelligence diente diese Einmischung der „Verunglimpfung der Kandidatur von Präsident Biden und der Demokratischen Partei, Unterstützung des ehemaligen Präsidenten Trump, Untergrabung des öffentlichen Vertrauens in den Wahlprozess und Verschärfung der gesellschaftspolitischen Spaltung in den USA“. Laut einem Bericht von 2021 soll Russland extremistische Gruppen in den USA und Westeuropa verschiedener politischer Richtungen gezielt unterstützen, um bestehende politische Spaltungslinien zu verschärfen.